# Comedia
Toneelgroep Comedia was een Nederlands toneelgezelschap. Het werd in 1945 opgericht door acteur Cor Hermus. Onder meer Ank van der Moer, Ko van Dijk en Mary Dresselhuys waren bij de toneelgroep aangesloten. 
Ook Joop Doderer en Guus Hermus speelden bij het gezelschap. Er werden uiteenlopende stukken gespeeld, waarvan er veel geregisseerd werden door Joan Remmelts en Johan de Meester jr.. 

## Opzet en ontwikkeling
Op 1 september 1945 gaf de nieuw gevormde toneelgroep onder leiding van Cor Hermus haar eerste voorstelling in het Scala theater in Den Haag. Hierbij werd een Amerikaanse blijspel opgevoerd in drie bedrijven en een proloog ,,Weekend in Californië" van Rachel Crothers, in de vertaling van An Koopman.
Op zondagavond 12 mei 1946 gaf de Toneelgroep Comedia haar 100ste opvoering met het stuk "Tartuffe" in de Stadsschouwburg te Haarlem. Dit was een stuk van Molière vertaald door Bertus Aafjes, dat op 31 maart 1946 in première was gegaan in de Stadsschouwburg Amsterdam. Tartuffe was de veertiende voorstelling, die acht maanden na de allereerste voorstelling.
In de acht jaar van haar bestaan heeft het toneelgezelschap bij elkaar zo'n 77 voorstellingen gespeeld.
In 1950 scheidde de kern van de groep zich af om als De Nederlandse Comedie verder te gaan, waarvan Guus Oster directeur werd. Hermus en Joan Remmelts zetten Comedia nog enkele jaren voort, tot Hermus' overlijden in 1953. De rest van het gezelschap ging daarna op de Nederlandse Comedie.
In 1952 werd het gezelschap al eens in z'n bestaan bedriegt nadat de Stichting Toneelcoördinatie negatief had geadviseerd over de voortzetting van de rijkssubsidie. Comedia was in die tijd een van de vijf grote gesubsidieerde gezelschappen in Nederland. Men wilde een vast gezelschap in de gemeenten Amsterdam. Den Haag en Rotterdam, en een vierde die aan de schouwburgen van Haarlem en Utrecht was verbonden. Hierbij wilde men wel alle aan de vijf gezelschappen verbonden acteurs en actrices bij de grote vier gesubsidieerde gezelschappen onderbrengen, waarbij Toneelgroep Comedia zal ophouden te bestaan.

## Selectie van voorstellingen

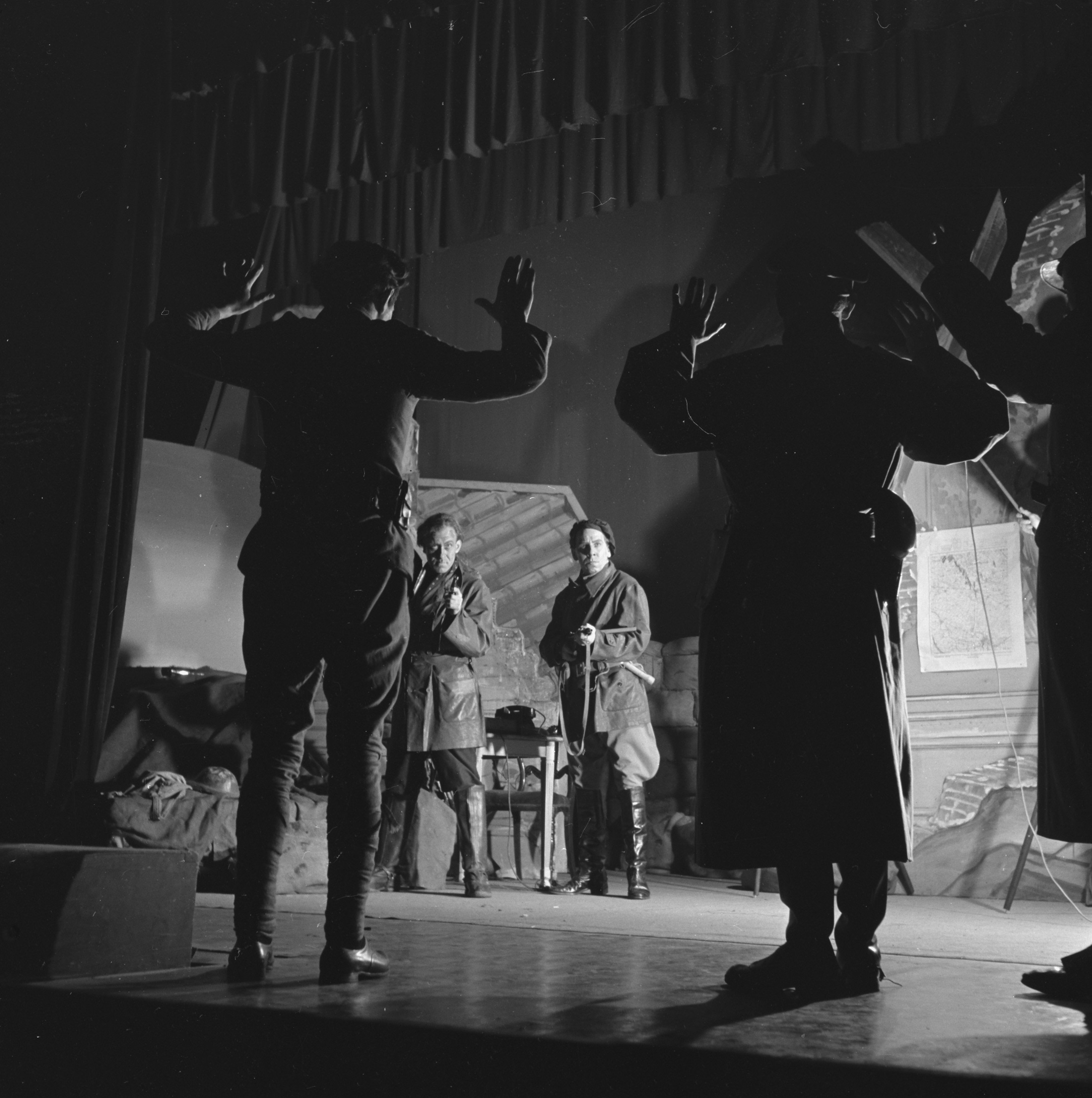
De vijfde colonne van Ernest Hemingway, 10.11.1945
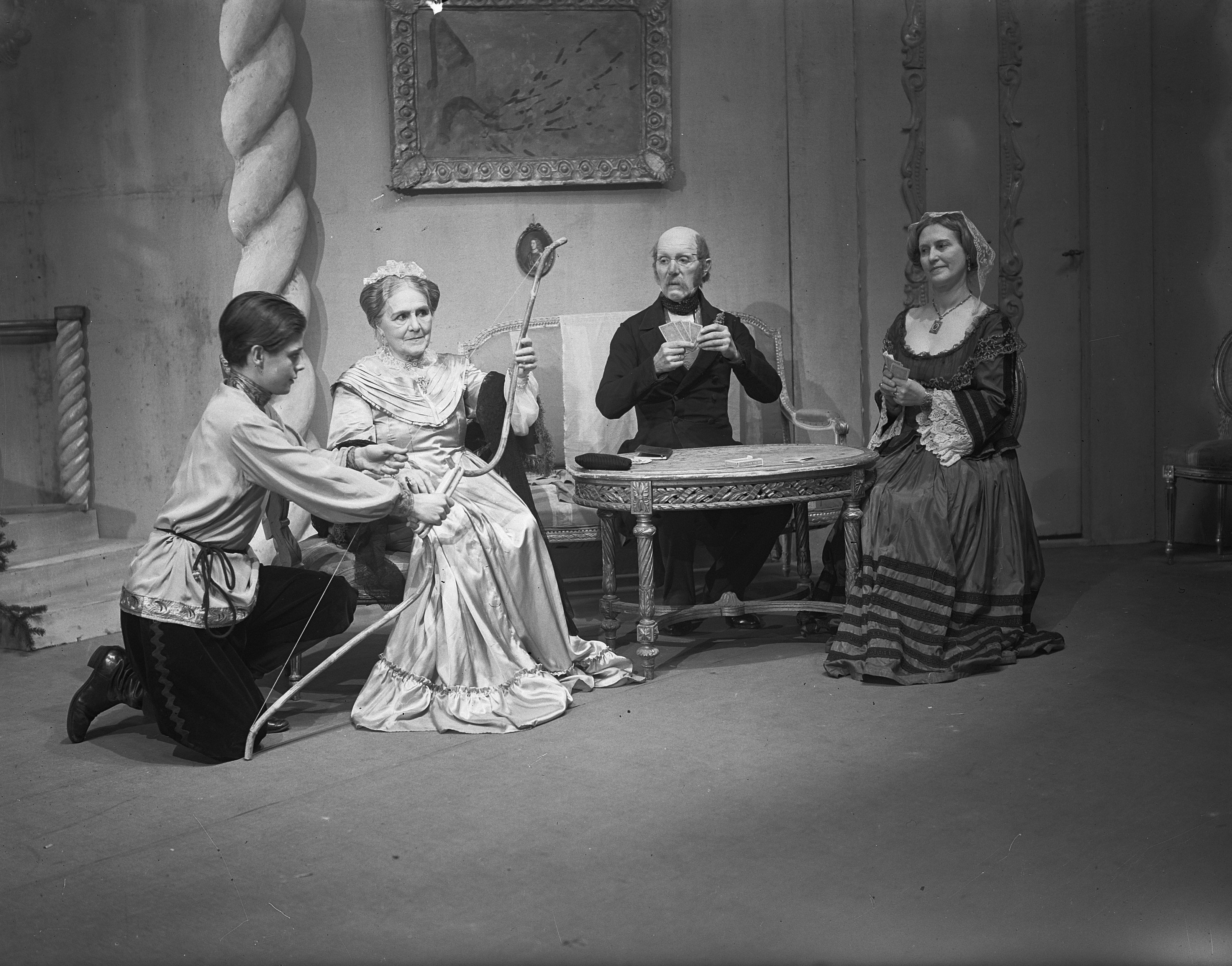
Een maand op het land van Turgenev, 10.03.1947
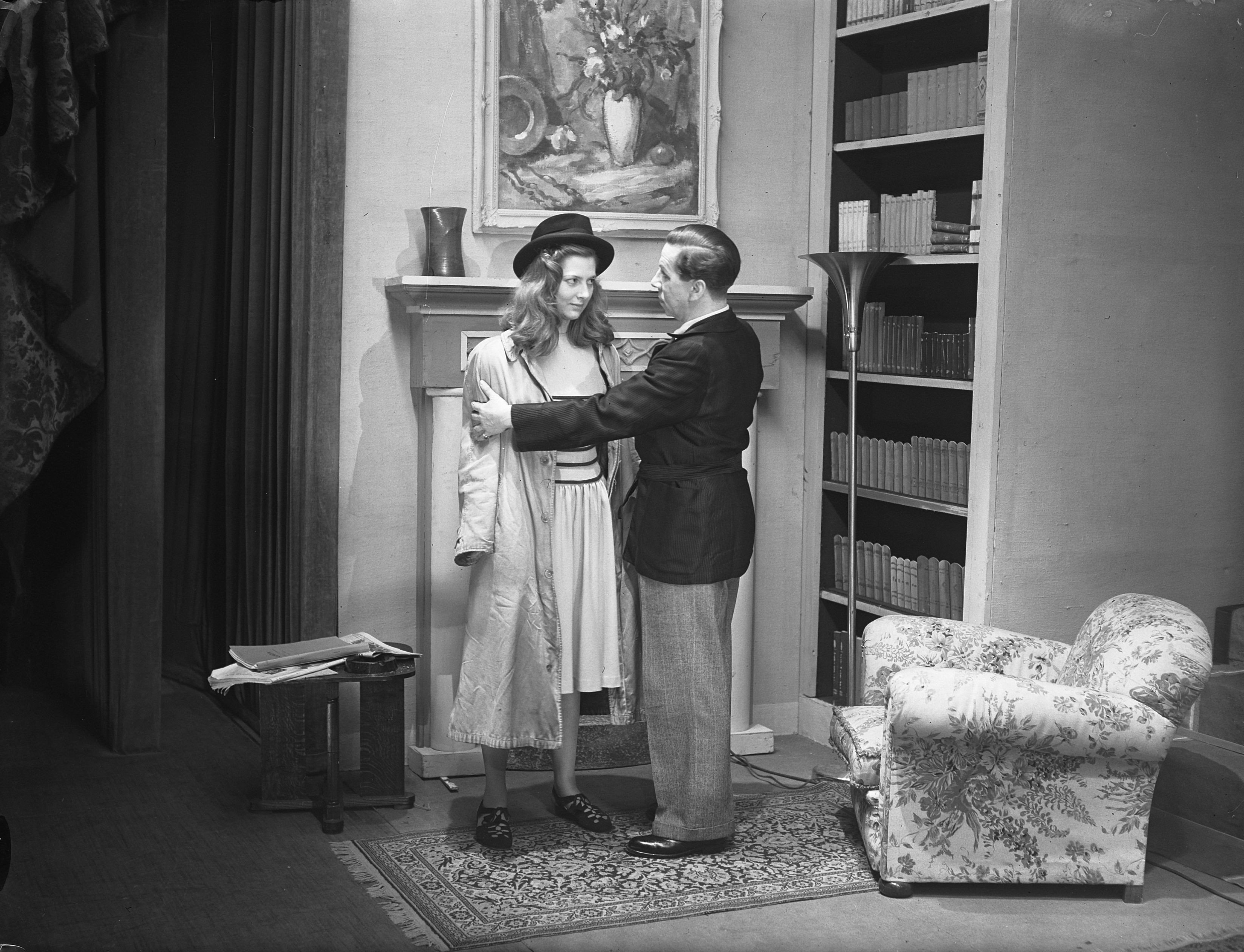
Claudia naar boek van Rose Franken, 01.04.1947
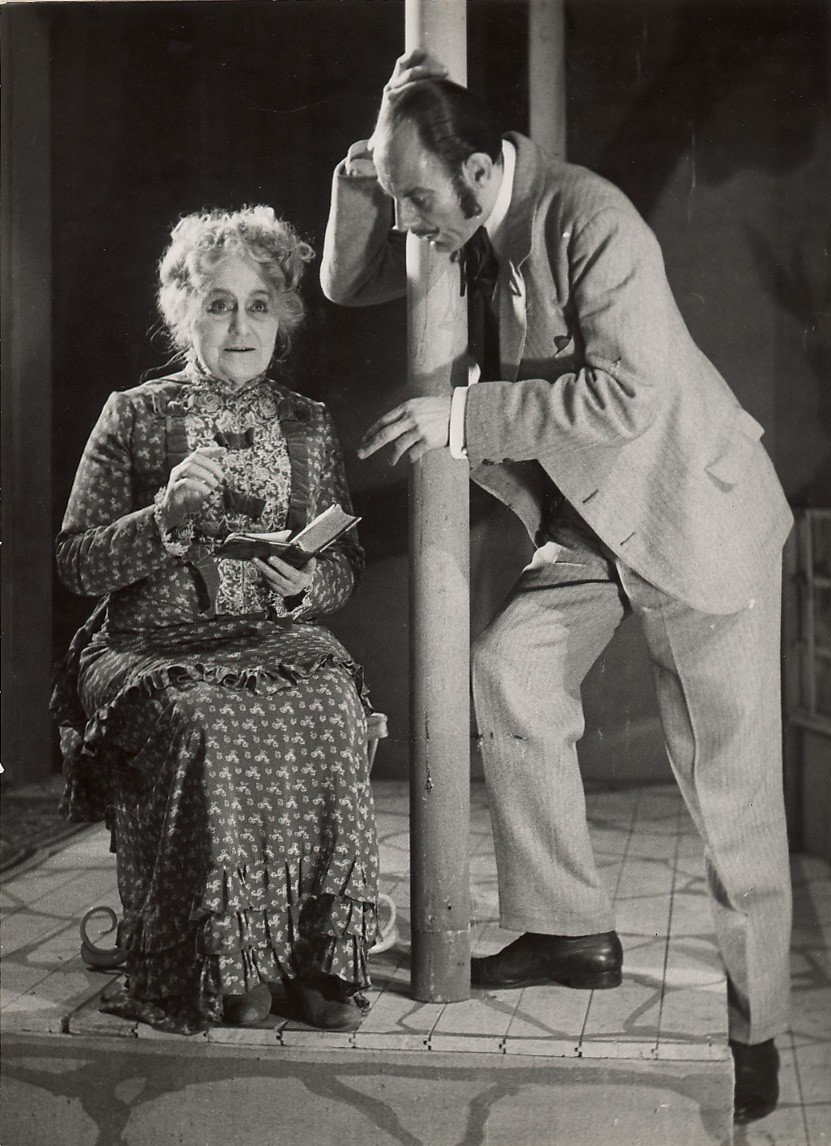
Een ander deel van het woud, 20.03.1948
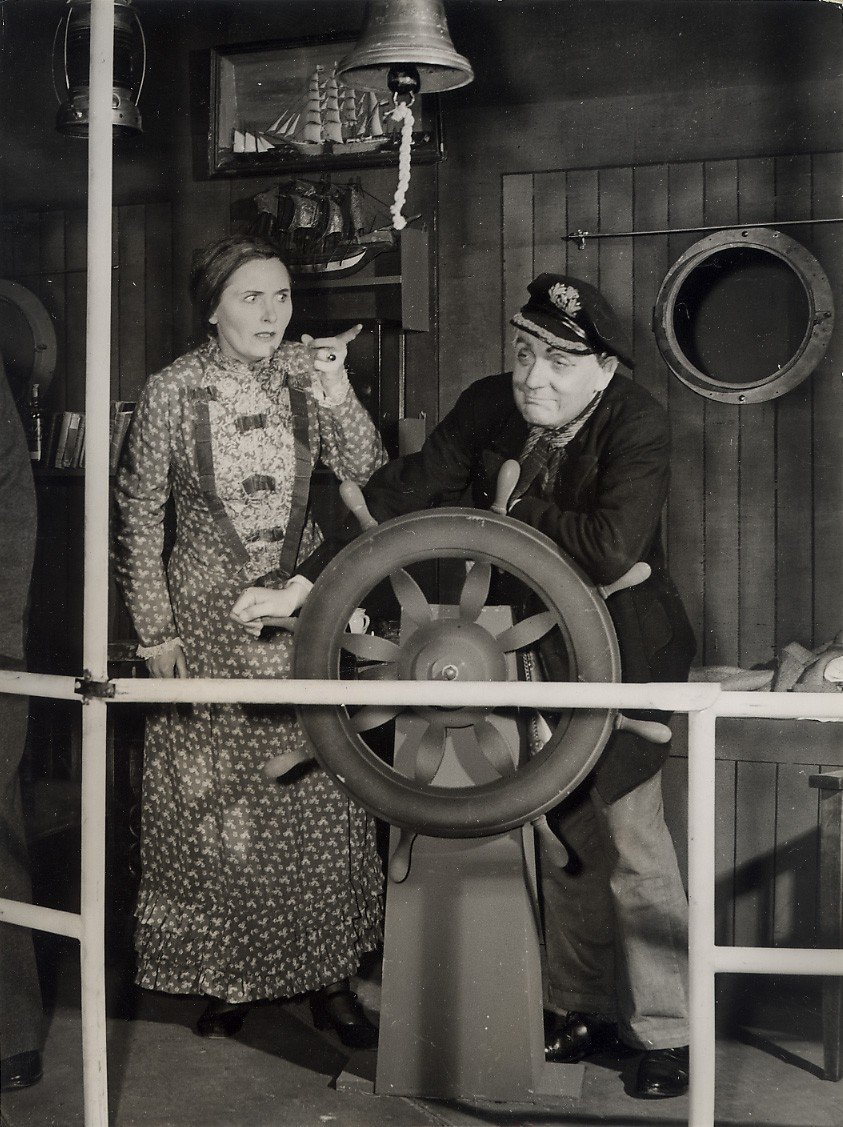
You touched me, naar D. H. Lawrence, 1948-1949

### Verdere voorstellingen, een selectie
Op 15 februari 1951 ging van Comedia de voorstelling van „Oom Wanja" van Tsjechof in première in Rotterdam. In maart stond de eerste voorstelling van Sartre's „De eerbiedige lichtekooi" op het programma met „De brief van Don Juan" in het voorprogramma.
Op zaterdag 30 Augustus 1952 werd de  eerste voorstelling gegeven van het muzikaal blijspel Waarom jok je Chérie? in de Stadsschouwburg te Haarlem. Dit stuk was geregistreerd door Joris Diels en op het toneel stonden onder ander Georgette Hagedoorn, Guus Hermus, Steye van Brandenberg en John Soer.

## Trivia
- In juni 1949 vertrok de toneelgroep Comedia naar Curacao om daar enkele maanden voorstellingen te geven. Van het gezelschap deden mee Mimi Boesnach, Mary Dresselhuys, Hankes Drielsma, Jan Teulings, Ellen Vogel en Jules Verstraete.[17]
- Op 24 april 1950 werd aangekondigd, dat de Commedia het volgend jaar het toneelspel The Cocktail Party in verzen van T. S. Eliot zou gaan opvoeren.[18] Die opvoering. In 1950 splitste het gezelschap zich op. Dit stuk ging uiteindelijk pas in 21 Januari 1952 in première in de Koninklijke Schouwburg te Den Haag uitgevoerd door De Nederlandse Comedie.[19][20]